# Heterospingus rubrifrons
La tangara lomiazufrada o frutero de espalda amarilla (Heterospingus rubrifrons) es una especie de ave paseriforme de la familia Thraupidae, una de las dos pertenecientes al  género Heterospingus. Es nativa del este de América Central.

## Distribución y hábitat
Se distribuye por la pendiente caribeña desde el noreste de Costa Rica, por Panamá hasta la frontera con Colombia (Darién).
Su hábitat natural son los bosques bajos húmedos subtropicales o tropicales, hasta los 900 m de altitud.

## Sistemática

### Descripción original
La especie H. rubrifrons fue descrita por primera vez por el ornitólogo estadounidense George Newbold Lawrence en 1865 bajo el nombre científico de Tachyphonus rubrifrons; su localidad tipo es: «Lion Hill Station, Panamá».

### Etimología
El término genérico masculino Heterospingus se compone de las palabras del griego «hetero»: diferente, y «σπιγγος spingos, σπιζα spiza» que es el nombre común de un tipo de pinzón; y el nombre de la especie «rubrifrons» se compone de las palabras del latín  «ruber»: rojo, y «frons»: frente.

### Taxonomía
La presente especie ya fue tratada como conespecífica con Heterospingus xanthopygius, pero son consideradas separadas con base en las diferencias radicales de plumaje de los machos aparte de que sus zonas de distribución no se sobreponen.
Es monotípica. Los amplios estudios filogenéticos recientes comprueban que la presente especie es hermana de H. xanthopygius.